# Black+Decker
Black+Decker är ett företag grundat 1916 med huvudkontor i Towson, Maryland, USA. Black+Decker är mest känt för sina elverktyg och hushållsprodukter. Företaget grundades av S. Duncan Black och Alonzo G. Decker som en liten verkstad i Baltimore, Maryland, USA.
1917 fick Black & Decker patent på pistolgrepp med tryckströmbrytare för borrmaskiner.
Bolaget gick 2010 samman med Stanley Works och bildade Stanley Black & Decker. I koncernen ingår också varumärket DeWalt.

## Varumärken
Bland varumärken som ägs av Black+Decker återfinns:
- DeWalt
- Porter Cable
- Delta Machinery
- Kwikset
- Baldwin
- Weiser Lock
- Price Pfister
- Emhart Teknologies
- Oldham Blades